# Joseph Patel
Joseph Patel (1972) è un produttore cinematografico, regista e giornalista statunitense, vincitore del Premio Oscar al miglior documentario per Summer of Soul.

## Biografia
Joseph Patel è cresciuto nella San Francisco Bay Area. Suo padre era originario del Gujarat, in India, mentre sua madre era nata in Uganda. Mentre studiava all'Università della California - Davis, ha lavorato presso la stazione radiofonica studentesca KDVS, ed ha stretto amicizia con Lyrics Born, DJ Shadow e Xavier Mosley dei Blackalicious con i quali ha fondato il collettivo hip-hop SoleSides. Sotto lo pseudonimo Jazzbo, ha iniziato a scrivere per le riviste Bomb, The Flavor, Urb, Straight No Chaser e Rap Pages. Per quest'ultimo periodico, nel 1996 ha scritto un articolo di copertina sui The Roots. L'incontro con il gruppo lo portò a stringere amicizia con Questlove. Nel 2003 ha iniziato a lavorare per MTV. Successivamente, ha iniziato la sua carriera di produttore, regista, sceneggiatore e dirigente per Vevo, Vice Media e The Fader. Ha lavorato alla produzione di cortometraggi per cantanti, come Aurora, Khalid, Stormzy e Jessie Reyez. Nel 2022 ha vinto il Premio Oscar al miglior documentario per Summer of Soul, diretto da Questlove.

## Filmografia

### Produttore

#### Documentari
- New Garage Explosion: In Love with These Times, regia di Joseph Patel e Aaron Brown (2010)
- Summer of Soul, regia di Questlove (2021)
- Sly Lives! (aka The Burden of Black Genius), regia di Questlove (2025)

#### Televisione
- My Block: Houston, regia di Joseph Patel - film TV (2005)
- My Block: Atlanta, regia di Joseph Patel - film TV (2005)
- My Block: The Bay, regia di Joseph Patel - film TV (2006)
- My Block: Puerto Rico, regia di Ritesh Gupta e Sean Lee - film TV (2006)
- All Eyes on: Justin Timberlake, regia di Joseph Patel - film TV (2006)
- School of Surf - serie TV (2009)
- Be the Change Inaugural Ball, regia di Hamish Hamilton e Joe Perota - speciale TV (2009)
- The Vice Guide to Everything - programma TV, 8 episodi (2010-2011)

#### Cortometraggi
- AURORA - Nothing is Eternal (A Documentary), regia di Isaac Ravishankara (2016)
- Becoming Khalid, regia di Joseph Patel e Drew Reilly (2017)
- Stormzy - Gang Signs & Prayer, regia di Rollo Jackson (2017)
- Becoming Jessie Reyez, regia di Peter Huang (2017)
- Still Storch, regia di Rollo Jackson (2018)
- Contact High: A Visual History of Hip-Hop, regia di Melissa Haizlip (2019)
- Anik Khan: Steet Level, regia di Joseph Patel e Sofian Khan (2020)

#### Videoclip
- Highschool Never Ends - Mykki Blanco feat. Woodkid (2016)
- T5 - Swet Shop Boys (2016)
- Pull Up - ABRA (2016)

### Regista

#### Documentari
- New Garage Explosion: In Love with These Times, co-regia con Aaron Brown (2010)

#### Televisione
- My Block: Houston - film TV (2005)
- My Block: Atlanta - film TV (2005)
- My Block: The Bay - film TV (2006)
- Back in Blue: The 'Superman Returns' Movie Special - film TV (2006)
- All Eyes on: Justin Timberlake - film TV (2006)
- Becoming Khalid, co-regia con Drew Reilly (2017)
- Anik Khan: Steet Level, co-regia con Sofian Khan (2020)

### Sceneggiatore
- My Block: Houston - film TV (2005)
- My Block: Atlanta - film TV (2005)
- My Block: The Bay - film TV (2006)
- Back in Blue: The 'Superman Returns' Movie Special - film TV (2006)

## Riconoscimenti
- Premio Oscar
  - 2022 - Miglior documentario per Summer of Soul
- Premio BAFTA
  - 2022 - Miglior documentario per Summer of Soul